# Liste des parcs nationaux des États-Unis

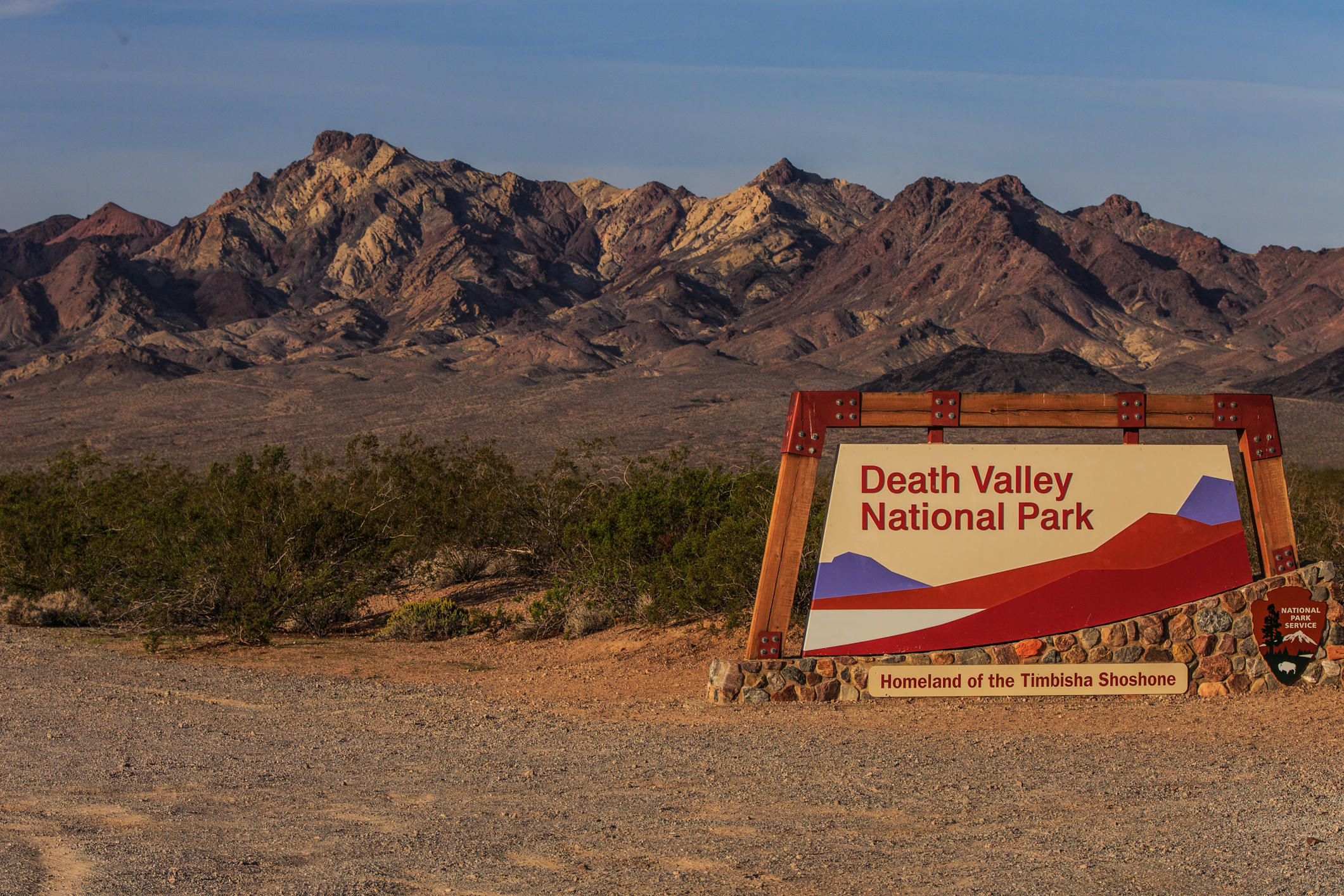
Panneau signalant l'entrée du parc national de la vallée de la Mort, le plus étendu des États-Unis contigus.

Les parcs nationaux des États-Unis, au nombre de 63, sont gérés par le National Park Service (NPS), une agence du département de l'Intérieur des États-Unis. Les parcs nationaux sont établis par décision du Congrès des États-Unis. Le premier parc national en date, Yellowstone, fut créé en 1872, par un décret signé du président Ulysses S. Grant ; suivirent la création des parcs de Sequoia et de Yosemite en 1890. La loi fédérale de 1916 crée le National Park Service afin de « conserver les paysages et les objets naturels et historiques et la vie sauvage qui s'y trouvent, ainsi que de permettre d'en profiter d'une manière qui les préserve dans le même état pour les générations futures »,. Les parcs nationaux sont, en général, constitués de milieux naturels très variés, situés sur de grandes superficies. Un grand nombre de parcs ont été d'abord protégés en tant que monuments nationaux par le président des États-Unis grâce à l’Antiquities Act, avant de recevoir du Congrès le statut de parc national. Sept parcs nationaux (dont six en Alaska) sont associés à une National Preserve. Bien qu'administrées conjointement, elles sont considérées séparément par le National Park Service, et leur superficie n'est pas incluse dans celle des parcs. Le parc national le plus récent est le parc national et réserve de New River Gorge, qui a acquis le statut en décembre 2020.
Trente États disposent de parcs nationaux, de même que les zones insulaires des Samoa américaines et des îles Vierges des États-Unis. La Californie est l'État disposant du plus grand nombre de parcs (9), suivi par l'Alaska (8), l'Utah (5) et le Colorado (4). Le plus grand parc national est Wrangell - Saint-Élie (sa superficie est de plus de 53 000 km2), tandis que le plus petit est celui de Gateway Arch (d'une superficie inférieure à 1 km2). La superficie totale des parcs nationaux est d'environ 210 000 km2, soit une superficie moyenne de 3 380 km2, la superficie médiane étant de 1 280 km2. L'Alaska abrite les 5 plus grands parcs du pays et 74 % de la surface totale des parcs nationaux des États-Unis. Le parc le plus visité est Great Smoky Mountains, qui a accueilli plus de 11 millions de visiteurs en 2017, suivi du Grand Canyon (plus de 6 millions). 14 parcs nationaux sont classés au patrimoine mondial de l'UNESCO. Plusieurs parcs nationaux ont été supprimés ou transformés par le passé en zones protégées.

## Localisation des parcs nationaux
| \| Acadia Arches Badlands Big Bend Biscayne Black Canyon of the Gunnison Bryce Canyon Canyonlands Capitol · Reef Channel Islands Congaree Crater Lake Cuyahoga Valley Denali Dry Tortugas Everglades Gates of the Arctic Gateway Arch Glacier Glacier Bay Grand · Bassin Grand Canyon Grand Teton Great Sand Dunes Great Smoky Mountains Grottes de Carlsbad Guadalupe Mountains Haleakalā Hot Springs Indiana Dunes Isle Royale Joshua Tree Katmai Kenai Fjords Kings Canyon Kobuk Valley Lake Clark Mammoth Cave Mesa Verde Rocky Mountain Mont Rainier New River Gorge North Cascades Olympique Petrified Forest Pinnacles Redwood Saguaro Sequoia Shenandoah Theodore Roosevelt Vallée de · la Mort Volcanique de Lassen Volcans d'Hawaï Voyageurs White Sands Wind Cave Wrangell–Saint-Élie Yellowstone Yosemite Zion \| Carte localisant l'ensemble des parcs nationaux des États-Unis |
| Acadia Arches Badlands Big Bend Biscayne Black Canyon of the Gunnison Bryce Canyon Canyonlands Capitol · Reef Channel Islands Congaree Crater Lake Cuyahoga Valley Denali Dry Tortugas Everglades Gates of the Arctic Gateway Arch Glacier Glacier Bay Grand · Bassin Grand Canyon Grand Teton Great Sand Dunes Great Smoky Mountains Grottes de Carlsbad Guadalupe Mountains Haleakalā Hot Springs Indiana Dunes Isle Royale Joshua Tree Katmai Kenai Fjords Kings Canyon Kobuk Valley Lake Clark Mammoth Cave Mesa Verde Rocky Mountain Mont Rainier New River Gorge North Cascades Olympique Petrified Forest Pinnacles Redwood Saguaro Sequoia Shenandoah Theodore Roosevelt Vallée de · la Mort Volcanique de Lassen Volcans d'Hawaï Voyageurs White Sands Wind Cave Wrangell–Saint-Élie Yellowstone Yosemite Zion                                                                      |

## Liste des parcs nationaux
- Parc appartenant au patrimoine mondial de l'UNESCO.
- Parc appartenant à une réserve de biosphère de l'UNESCO.
- Parc appartenant à la fois au patrimoine mondial et à une réserve de biosphère.

| Nom                                    | Photographie | Localisation                                    | Date de désignation en tant que parc national | Superficie (km2) | Description |
| -------------------------------------- | ------------ | ----------------------------------------------- | --------------------------------------------- | ---------------- | --- |
| Acadia                                 |              | Maine 44° 21′ N, 68° 13′ O                      | 26 février 1919                               | 191,87           | - Couvrant la plus grande partie de l'île des Monts Déserts et d'autres îles côtières, Acadia comprend la plus haute montagne de la côte atlantique des États-Unis, des pics granitiques, des côtes, des bois et des lacs. Le parc est constitué de plusieurs écosystèmes : eau douce, estuaire, forêt et estran. |
| Arches                                 |              | Utah 38° 41′ N, 109° 34′ O                      | 12 novembre 1971                              | 310,31           | - Le site contient plus de 2 000 arches naturelles en grès, notamment la Delicate Arch. Des millions d'années d'érosion ont engendré ces structures. Bien qu'aride, le sol présente une croûte superficielle d'édaphon et des bassins naturels collecteurs d'eau. D'autres formations géologiques sont les colonnes de pierre, les pointes et les tours en pierre. |
| Badlands                               |              | Dakota du Sud 43° 45′ N, 102° 30′ O             | 10 novembre 1978                              | 982,40           | - Les Badlands sont constitués de buttes, pinacles, pointes et de prairie. On y trouve les terrains les plus riches en fossiles de l'Oligocène. Le parc abrite également des bisons, de mouflons canadiens, de putois à pieds noirs et de renards véloces. |
| Big Bend                               |              | Texas 29° 15′ N, 103° 15′ O                     | 12 juin 1944                                  | 3 242,19         | - Le parc doit son nom à la courbure (big bend en anglais) du Rio Grande le long de la frontière mexicano-américaine. Ce parc comprend une partie du désert de Chihuahua. Il contient de grandes variétés de fossiles du Crétacé et du Tertiaire ainsi que des objets culturels des Amérindiens. - Le parc est classé réserve de biosphère par l'UNESCO depuis 1976. |
| Biscayne                               |              | Floride 25° 39′ N, 80° 05′ O                    | 28 juin 1980                                  | 699,99           | - Situé dans la baie de Biscayne, à l'extrémité septentrionale des Keys, ce parc dispose de quatre écosystèmes marins interconnectés : la mangrove, la baie, les Keys et les récifs coralliens. Des animaux menacés y vivent, notamment le lamantin des Caraïbes, le crocodile américain, plusieurs espèces de tortues de mer et le faucon pèlerin. |
| Black Canyon of the Gunnison           |              | Colorado 38° 34′ N, 107° 43′ O                  | 21 octobre 1999                               | 124,44           | - Le parc protège un quart de la Gunnison River dont les bords sont un canyon sombre du Précambrien. Le canyon a une forte déclivité et permet de pratiquer le rafting et l'escalade. Le canyon étroit et pentu est constitué de gneiss et de schiste et apparaît souvent noir quand il est dans l'ombre. |
| Bryce Canyon                           |              | Utah 37° 34′ N, 112° 11′ O                      | 25 février 1928                               | 145,02           | - Bryce Canyon est un amphithéâtre naturel géant le long du plateau de Paunsaugunt. Cette zone unique contient des centaines de grandes cheminées de fée formées par l'érosion. La région était à l'origine habitée par des Amérindiens puis plus tard par des pionniers mormons. |
| Canyonlands                            |              | Utah 38° 12′ N, 109° 56′ O                      | 12 septembre 1964                             | 1 366,21         | - Ce paysage fut érodé en canyons, buttes, mesas par les rivières Colorado, Green et leurs affluents qui divisent le parc en quatre parties. Il comprend aussi des pinacles rocheux et d'autres rochers sculptés par les éléments, de même que des objets anasazis. |
| Capitol Reef                           |              | Utah 38° 12′ N, 111° 10′ O                      | 18 décembre 1971                              | 978,95           | - Le parc contient le Waterpocket Fold, un pli monoclinal de 160 km de long qui montre les couches géologiques. Il présente aussi des monolithes et des dômes et falaises en grès. |
| Channel Islands                        |              | Californie 34° 01′ N, 119° 25′ O                | 5 mars 1980                                   | 1 009,94         | - Cinq des huit Channel Islands de Californie sont protégées et la moitié de la surface du parc est sous-marine. Les îles ont un écosystème méditerranéen unique. Elles abritent plus de 2 000 espèces de végétaux et d'animaux dont 145 ne sont présentes que dans les îles. Les îles furent à l'origine peuplées de Chumash. - Le parc est classé réserve de biosphère par l'UNESCO depuis 1976. |
| Congaree                               |              | Caroline du Sud 33° 47′ N, 80° 47′ O            | 10 novembre 2003                              | 107,43           | - Situé sur la Congaree River, ce parc contient la plus grande forêt inondable primaire d'Amérique du Nord. Elles possèdent plusieurs arbres parmi les plus grands de l'Est des États-Unis et le Boardwalk Loop Trail est une promenade surélevée au milieu du marais. - Le parc fait partie de la réserve de biosphère de South Atlantic Costal Plain de l'UNESCO classée depuis 1983. - Le parc est classé sur la liste des zones humides d'importance internationale de la convention de Ramsar depuis 2012. |
| Crater Lake                            |              | Oregon 42° 56′ N, 122° 06′ O                    | 22 mai 1902                                   | 741,48           | - Le Crater Lake est situé dans la caldeira du Mount Mazama formée il y a 7 700 ans après une éruption. C'est le lac le plus profond des États-Unis et il est connu pour sa couleur bleue et la clarté de son eau. Il y a deux îles sur le lac. N'ayant pas de ruisseau l'alimentant ou y prenant sa source, toute l'eau du lac est issue des précipitations. |
| Cuyahoga Valley                        |              | Ohio 41° 14′ N, 81° 33′ O                       | 11 octobre 2000                               | 132,96           | - Ce parc situé le long de la Cuyahoga River comprend des chutes d'eau, des collines, des sentiers et des lieux d'habitat rural très anciens. Le sentier Ohio and Erie Canal Towpath Trail suit le Ohio and Erie Canal, où les mules tirent les bateaux du canal. Le parc contient nombre de maisons historiques, de ponts et de structures. |
| Denali                                 |              | Alaska 63° 20′ N, 150° 30′ O                    | 26 février 1917                               | 19 185,78        | - Situé autour du mont McKinley, la plus haute montagne d'Amérique du Nord, le parc de Denali est desservi par une seule route qui mène au Wonder Lake. Le mont McKinley et d'autres pics de la chaîne d'Alaska sont couverts de longs glaciers et de forêt boréale. La faune comprend notamment des grizzlys, des mouflons de Dall, des caribous et des loups. - Le parc est classé réserve de biosphère par l'UNESCO depuis 1976. |
| Dry Tortugas                           |              | Floride 24° 38′ N, 82° 52′ O                    | 26 octobre 1992                               | 261,84           | - Les Dry Tortugas sont des îles situées à l'ouest des Keys. Le parc comprend Fort Jefferson, la plus grande structure maçonnée de l'hémisphère occidental. Le parc est majoritairement marin et accueille des récifs coralliens et des épaves de navires naufragés. La plus grande partie n'est accessible que par bateau ou par avion. - Le parc fait partie de la réserve de biosphère de Everglades et Dry Tortugas de l'UNESCO classée depuis 1976. |
| Everglades                             |              | Floride 25° 19′ N, 80° 56′ O                    | 30 mai 1934                                   | 6 107,22         | - Les Everglades sont la plus grande zone sauvage subtropicale des États-Unis. Le parc est constitué de mangrove et d'estuaires. Il accueille 36 espèces protégées, notamment la panthère de Floride, le crocodile américain et le lamantin des Caraïbes. Certaines zones ont été drainées et développées; les projets de restauration ont pour objectif de restaurer l'écologie du parc. - Le parc est classé au patrimoine mondial de l'UNESCO depuis 1979. - Le parc fait partie de la réserve de biosphère de Everglades et Dry Tortugas de l'UNESCO classée depuis 1976. - Le parc est classé sur la liste des zones humides d'importance internationale de la convention de Ramsar depuis 1993. |
| Gates of the Arctic                    |              | Alaska 67° 47′ N, 153° 18′ O                    | 2 décembre 1980                               | 30 448,13        | - Ce parc, le plus septentrional des États-Unis, protège la Brooks Range et ne possède pas d'aménagements. La zone abrite des populations autochtones qui vivent dans la zone depuis 11 000 ans en se nourrissant notamment de caribou. |
| Gateway Arch                           |              | Missouri 38° 38′ N, 90° 11′ O                   | 22 février 2018                               | 0,8              | La Gateway Arch est une arche, haute et large de 192 m, construite pour commémorer l'expédition de Lewis et Clark, lancée par Thomas Jefferson, et l'expansion territoriale des États-Unis vers l'ouest qui a suivi. |
| Glacier                                |              | Montana 48° 48′ N, 114° 00′ O                   | 11 mai 1910                                   | 4 100,77         | - Le parc fait partie du parc international de la paix Waterton-Glacier. Il comprend 26 glaciers qui sont en retrait rapide et 130 lacs nommés situés le long des pics des Montagnes Rocheuses. Le parc possède des hôtels historiques et une route bordée de paysages. Ces montagnes, formées par un chevauchement, possèdent les meilleurs fossiles sédimentaires du Protérozoïque. - Le parc fait partie du site du patrimoine mondial Parc international de la paix Waterton-Glacier de l'UNESCO classé depuis 1995. - Le parc est classé réserve de biosphère par l'UNESCO depuis 1976. |
| Glacier Bay                            |              | Alaska 58° 30′ N, 137° 00′ O                    | 2 décembre 1980                               | 13 044,57        | - Le parc de Glacier Bay contient nombre de glaciers de côte, montagnes et fjords. La forêt tempérée humide et la baie accueillent des grizzlys, des chèvres des montagnes Rocheuses, des baleines, des pinnipèdes et des aigles. Lors de sa découverte en 1794 par George Vancouver, la baie était recouverte de glace, mais les glaciers ont reculé d'environ 105 km. - Le parc fait partie du site du patrimoine mondial de Kluane–Wrangell-St Elias–Glacier Bay–Tatshenshini-Alsek de l'UNESCO depuis 1992 (le site fut classé en 1979, mais le parc n'y fut ajouté qu'en 1992). - Le parc est classé réserve de biosphère par l'UNESCO depuis 1986 (Glacier Bay-île Admiralty).                  |
| Grand Bassin (Great Basin)             |              | Nevada 38° 59′ N, 114° 18′ O                    | 27 octobre 1986                               | 312,33           | - Situé autour du pic Wheeler, le Grand Bassin possède des pins Bristlecone vieux de 5 000 ans, des moraines de glacier et grottes calcaires (les Lehman Caves). On peut également y observer un ciel nocturne parmi les plus sombres des États-Unis. La faune comprend notamment l'oreillard de Townsend, l'antilope d'Amérique et la truite fardée de Bonneville. |
| Grand Canyon                           |              | Arizona 36° 04′ N, 112° 08′ O                   | 26 février 1919                               | 4 926,66         | - Le Grand Canyon, creusée par la Colorado River, a une longueur de 446 km, une profondeur maximale de 1,6 km et une largeur maximale de 24 km. Les couches colorées du plateau du Colorado ont été érodées pendant des millions d'années, conduisant à former des mesas et des canyons. - Le parc est classé au patrimoine mondial de l'UNESCO depuis 1979. |
| Grand Teton                            |              | Wyoming 43° 44′ N, 110° 48′ O                   | 26 février 1929                               | 1 254,71         | - Grand Teton est la plus haute montagne de la Teton Range. La vallée de Jackson Hole et les lacs du parc contrastent avec les hautes montagnes qui s'élèvent brusquement au-dessus de la vallée au sol recouvert de sauge. |
| Great Sand Dunes                       |              | Colorado 37° 44′ N, 105° 31′ O                  | 13 septembre 2004                             | 179,06           | - Les plus hautes dunes d'Amérique du Nord ont une hauteur maximale de 230 m. Elles voisinent de prairies, fruticées et de zones humides. Elles furent formées par les dépôts sablonneux du Rio Grande de la San Luis Valley. Le parc contient aussi des lacs alpins, six sommets de plus de 13 000 pieds et des forêts primaires |
| Great Smoky Mountains                  |              | Tennessee Caroline du Nord 35° 41′ N, 83° 32′ O | 15 juin 1934                                  | 2 114,16         | - Les Great Smoky Mountains qui font partie des Appalaches s'étendent sur une large gamme d'altitudes. Par conséquent, elles abritent un grand nombre d'espèces, notamment plus de 400 vertébrés, 100 arbres et 5000 plantes. La randonnée est la principale activité dans le parc qui comprend plus de 1 300 km de sentiers, dont 110 km pour la Appalachian Trail. Les autres activités possibles sont la pêche et la visite d'environ 80 monuments historiques situés dans le parc. - Le parc est classé au patrimoine mondial de l'UNESCO depuis 1983. - Le parc fait partie de la réserve de biosphère des Appalaches du Sud de l'UNESCO classée depuis 1988.                                    |
| Grottes de Carlsbad (Carlsbad Caverns) |              | Nouveau-Mexique 32° 10′ N, 104° 26′ O           | 14 mai 1930                                   | 189,26           | - Les grottes de Carlsbad sont au nombre de 117. La plus longue mesure plus de 190 km. Les grottes abritent plus de 400 000 chauve-souris Tadarida brasiliensis et 16 autres espèces de chauve-souris. À la surface se trouvent le désert de Chihuahua et les Rattlesnake Springs. - Le parc est classé au patrimoine mondial de l'UNESCO depuis 1995. |
| Guadalupe Mountains                    |              | Texas 31° 55′ N, 104° 52′ O                     | 15 octobre 1966                               | 349,71           | - Le parc comprend le pic Guadalupe, le point le plus haut du Texas, le canyon McKittrick boisé d'érables Bigtooth, une partie du désert de Chihuahua et un récif fossilisé du Permien. |
| Haleakalā                              |              | Hawaï 20° 43′ N, 156° 10′ O                     | 1er juillet 1961                              | 134,45           | - Le volcan Haleakalā situé sur Maui a un très large cratère avec de plusieurs cônes volcaniques. Dans le parc se trouve également le site de Hosmer's Grove peuplé d'arbres allogènes et habite notamment la bernache néné. La vallée de Kipahulu comprend de nombreuses piscines dans lesquelles vivent des poissons d'eau douce. Ce parc est celui qui abrite le plus d'espèces en danger. - Le parc fait partie de la réserve de biosphère de l'archipel d'Hawaï de l'UNESCO classée depuis 1980. |
| Hot Springs                            |              | Arkansas 34° 31′ N, 93° 03′ O                   | 4 mars 1921                                   | 22,46            | - Situé en zone urbaine, Hot Springs protège des sources chaudes qui ont été aménagées pour le public. Le complexe de Bathhouse Row compte 47 sources chaudes. |
| Îles Vierges (Virgin Islands)          |              | Îles Vierges américaines                        | 2 août 1956                                   | 59,64            | - L'île de Saint John possède des lieux historiques et des sites naturels exceptionnels. On y trouve des sites archéologiques Taïnos et les ruines de plantations de canne à sucre datant de l'époque de Christophe Colomb. L'île abrite également des plages de sable blanc, des mangroves, des herbiers marins, des récifs coralliens et des plaines d'algue. - Le parc est classé réserve de biosphère par l'UNESCO depuis 1976. |
| Isle Royale                            |              | Michigan 48° 06′ N, 88° 33′ O                   | 3 avril 1940                                  | 2 313,95         | - La plus grande île du lac Supérieur est l'un des deux parcs non accessibles par la route. Ce parc qui est le moins visité est un site isolé et sauvage. Il s'y trouve de nombreuses épaves de bateaux naufragés, voies navigables et sentiers. Le parc comprend aussi plus de 400 îles secondaires et les eaux du lac jusqu'à une distance de 4,5 miles de l'île. Seulement 20 espèces de mammifères y vivent. L'île est célèbre pour la relation prédateur-proie qui existe entre les loups et les élans. - Le parc est classé réserve de biosphère par l'UNESCO depuis 1980 |
| Indiana Dunes                          |              | Indiana 41° 39′ 12″ N, 87° 03′ 09″ O            | 15 février 2019                               | 62,1             | Protégées auparavant en tant que rivage national, les dunes s'étendent sur près de 40 km sur la rive du lac Michigan. |
| Joshua Tree                            |              | Californie 33° 47′ N, 115° 54′ O                | 31 octobre 1994                               | 3 199,55         | - Le parc comprend une partie des déserts du Colorado et Mojave ainsi que les Little San Bernardino Mountains. Il abrite le Joshua tree. Le parc a une large gamme d'altitudes où se trouvent des dunes, des lacs séchés, des montagnes escarpés et des monolithes granitiques. - Le parc fait partie de la réserve de biosphère des déserts Mojave et Colorado de l'UNESCO classée depuis 1983. |
| Katmai                                 |              | Alaska 58° 30′ N, 155° 00′ O                    | 2 décembre 1980                               | 14 869,68        | - Le parc est situé dans la péninsule d'Alaska protège la vallée des Dix Mille Fumées dont le sol est formé de débris pyroclastiques déposés par l'éruption de 1912 du volcan Novarupta et le Mount Katmai. Plus de 2 000 ours bruns viennent dans le parc afin d'attraper les saumons qui y viennent frayer. |
| Kenai Fjords                           |              | Alaska 59° 55′ N, 149° 39′ O                    | 2 décembre 1980                               | 2 711,32         | - Situé près de Seward sur la péninsule Kenai (Alaska), ce parc protège le Harding Icefield et au moins 38 glaciers et fjords qui en sont issus. Le seul lieu accessible par la route pour les touristes est le glacier Exit, tandis que le reste du parc n'est visible que par des tours en bateaux. |
| Kings Canyon                           |              | Californie 36° 48′ N, 118° 33′ O                | 4 mars 1940                                   | 1 869,25         | - Le parc abrite plusieurs bosquets de séquoias géants ainsi que le General Grant tree, le deuxième plus grand arbre du monde. Il comprend également une partie de la Kings River, le Kings Canyon en granite, la San Joaquin River et la Boyden Cave - Le parc fait partie de la réserve de biosphère de Sequoia-Kings Canyon de l'UNESCO classée depuis 1976. |
| Kobuk Valley                           |              | Alaska 67° 33′ N, 159° 17′ O                    | 2 décembre 1980                               | 7 084,90         | - Le parc de Kobuk Valley comprend 61 km de la rivière Kobuk et trois régions de dunes de sable. Créées par des glaciers, les dunes de sable de Great Kobuk, Little Kobuk et de Hunt River ont une hauteur maximale de 30 m et la température peut y atteindre 38 °C. Ce sont les plus grandes dunes de l'Arctique. Deux fois par an, un demi-million de caribous migrent à travers les dunes et les falaises au bord de la rivière qui contiennent des fossiles de l'âge de glace. C'est le parc national le moins visité. |
| Lake Clark                             |              | Alaska 60° 58′ N, 153° 25′ O                    | 2 décembre 1980                               | 10 601,66        | - La région autour du Lake Clark compte quatre volcans actifs dont le mont Redoubt, des rivières, des glaciers et des cascades. Il comprend également des forêts tempérées humides, un plateau de toundra et trois chaînes de montagnes. |
| Mammoth Cave                           |              | Kentucky 37° 11′ N, 86° 06′ O                   | 1er juillet 1941                              | 213,80           | - Mammoth Cave est le plus grand système souterrain connu au monde, avec plus de 587 km de galeries explorées. Mammoth Cave abrite notamment cinq espèces de chauve-souris, la crevette des grottes du Kentucky, des poissons cavernicoles du nord et des salamandres de grotte. Au-dessus des grottes, le parc est constitué de rivières, sentiers de randonnée, de dolines et de sources. - Le parc est classé au patrimoine mondial de l'UNESCO depuis 1981. - Le parc est classé réserve de biosphère par l'UNESCO depuis 1990. |
| Mesa Verde                             |              | Colorado 37° 11′ N, 108° 29′ O                  | 29 juin 1906                                  | 212,40           | - Cette zone a plus de 4 000 sites archéologiques Anasazis qui y vécurent pendant 700 ans. Le parc comprend plusieurs sites d'habitation construits dans la falaise au XIIe siècle et au XIIIe siècle, notamment Cliff Palace avec ses 150 salles et 23 kivas et Balcony House marqués par ses passages et tunnels. - Le parc est classé au patrimoine mondial de l'UNESCO depuis 1978. |
| Montagnes Rocheuses (Rocky Mountain)   |              | Colorado 40° 24′ N, 105° 35′ O                  | 26 janvier 1915                               | 1 075,49         | - Les écosystèmes de cette région des montagnes Rocheuses s'étagent selon l'altitude : des 150 lacs ripariens à Montane et des forêts subalpines à la toundra alpine. De grands animaux parmi lesquels le cerf mulet, mouflon canadien, ours noir et le cougar habitent ces montagnes magmatiques et ces vallées glaciaires. Les fourteneers Longs Peak et Bear Lake sont des destinations populaires. - Le parc est classé réserve de biosphère par l'UNESCO depuis 1976. |
| Mont Rainier (Mount Rainier)           |              | Washington 46° 51′ N, 121° 45′ O                | 2 mars 1899                                   | 956,60           | - Mount Rainier, un volcan actif, est le plus haut sommet des Cascades et est couvert par 26 glaciers nommés, notamment le Carbon Glacier, le plus grand des États-Unis contigus, et le Emmons Glacier. La montagne est un lieu populaire d'escalade et plus de la moitié du parc est couvert de forêts alpines et sub-alpines. Paradise sur les pentes sud de la montagne est un des endroits les plus enneigés du monde, et le centre d'accueil des visiteurs Longmire marque le début du Wonderland Trail qui fait le tour de la montagne. |
| New River Gorge                        |              | Virginie-Occidentale 38° 04′ N, 81° 05′ O       | 27 décembre 2020                              | 28,4             | - Le parc forme une zone de 30 kilomètres carrés autour des gorges de la rivière New. On y trouve aussi le pont en acier New River Gorge Bridge. |
| North Cascades                         |              | Washington 48° 42′ N, 121° 12′ O                | 2 octobre 1968                                | 2 042,78         | - Le parc est séparé en deux parties et contigu aux Ross Lake and Lake Chelan National Recreation Areas. Il comprend de nombreux glaciers. Les zones populaires pour la randonnée et l'escalade sont le col Cascade, le mont Shuksan, le mont Triumph et le pic Eldorado. |
| Olympique (Olympic)                    |              | Washington 47° 58′ N, 123° 30′ O                | 29 juin 1938                                  | 3 733,83         | - Situé sur la péninsule Olympique, ce parc comprend des paysages de côte de l'océan Pacifique avec ses mares résiduelles, de forêt humide tempérée et le Mount Olympus. Les Olympic Mountains glacées surplombent les Hoh Rain Forest et Quinault Rain Forest, les deux régions les plus humides des États-Unis continentaux. - Le parc est classé au patrimoine mondial de l'UNESCO depuis 1981. - Le parc est classé réserve de biosphère par l'UNESCO depuis 1976. |
| Petrified Forest                       |              | Arizona 35° 04′ N, 109° 47′ O                   | 9 décembre 1962                               | 896,87           | - Cette partie de la formation de Chinle a une concentration élevée de bois pétrifié vieux de 225 millions d'années. La région alentour, le Painted Desert, contient des rochers rouge-orange constitués de bentonite, des fossiles de dinosaures et plus de 350 sites amérindiens. |
| Pinnacles                              |              | Californie 36° 28′ N, 121° 11′ O                | 10 janvier 2013                               | 107,67           | - Connu pour les formations érodées issues de la moitié d'un volcan éteint, le parc est notamment connu pour ses sites d'escalade. |
| Redwood                                |              | Californie 41° 18′ N, 124° 00′ O                | 2 octobre 1968                                | 455,60           | - Le parc national et le parc d'État géré conjointement protègent un peu moins de la moitié de tous les séquoias sempervirents restants, les plus grands arbres sur Terre. Cette région à forte activité sismique comprend trois grands bassins de rivière. Les 37 km de côtes protégées ont des mares résiduelles et stacks. Les cinq écosystèmes du parc (prairie, estuaire, côté, rivière et forêt) sont peuplés de nombreuses espèces animales et végétales. - Le parc est classé au patrimoine mondial de l'UNESCO depuis 1980. - Le parc fait partie de la réserve de biosphère de la chaîne Côtière de Californie de l'UNESCO classée depuis 1983.                                             |
| Saguaro                                |              | Arizona 32° 15′ N, 110° 30′ O                   | 14 octobre 1994                               | 370,04           | - Le parc est séparé en deux secteurs séparés : les monts Rincon et les monts Tucson. Le désert de Sonora abrite six communautés biotiques. Il contient des cactus saguaro, barrel cacti, cholla cacti, prickly pears, chauves-souris Leptonycteris yerbabuenae, Chouettes tachetées et pécaris. |
| Samoa américaines (American Samoa)     |              | Samoa américaines 14° 15′ S, 170° 41′ O         | 31 octobre 1988                               | 36,42            | - Le parc national le plus méridional des États-Unis est situé sur trois îles samoanes et comprend des récifs coralliens, des forêts humides, des volcans et des plages blanches. Le parc est habité par des populations samoanes, des renards volants, des fous bruns, des tortues de mer et 900 espèces de poissons. |
| Sequoia                                |              | Californie 36° 26′ N, 118° 41′ O                | 25 septembre 1890                             | 1 635,18         | - Ce parc protège la Giant Forest qui abrite le plus grand arbre du monde, General Sherman, ainsi que quatre des neuf suivants au classement. Il comprend également plus de 240 grottes, la plus haute montagne des États-Unis contigus, le mont Whitney et le dôme granitique Moro Rock. - Le parc fait partie de la réserve de biosphère de Sequoia-Kings Canyon de l'UNESCO classée depuis 1976. |
| Shenandoah                             |              | Virginie 38° 32′ N, 78° 21′ O                   | 22 mai 1926                                   | 805,73           | - Les Blue Ridge Mountains du parc de Shenandoah sont couvertes de forêts de feuillus qui abritent des dizaines de milliers d'animaux. Les Skyline Drive et Appalachian Trail traversent l'ensemble de ce parc étroit qui compte plus de 500 km de sentiers pédestres le long des paysages et chutes d'eau de la rivière Shenandoah. |
| Theodore Roosevelt                     |              | Dakota du Nord 46° 58′ N, 103° 27′ O            | 10 novembre 1978                              | 285,09           | - La région qui était chère au président Theodore Roosevelt est désormais un parc composé de trois parties séparées dans les badlands. Le parc offre la possibilité de voir la cabane historique de Roosevelt, d'admirer de beaux points de vue et d'effectuer des randonnées pédestres. La faune comprend le bison d'Amérique du Nord, l'antilope américaine, le mouflon canadien et des chevaux sauvages. |
| Vallée de la Mort (Death Valley)       |              | Californie Nevada 36° 14′ N, 116° 49′ O         | 31 octobre 1994                               | 13 650,22        | - La vallée de la Mort est le lieu le plus chaud, bas et sec des États-Unis. Dans ce graben sur une ligne de faille se trouvent des canyons, des badlands, des dunes de sable, des montagnes et plus de 1000 espèces de plantes. Les attractions touristiques sont des étendues de sel, des sources et des buttes. - Réserve de la biosphère des déserts Mojave et Colorado (1983) |
| Volcanique de Lassen (Lassen Volcanic) |              | Californie 40° 29′ N, 121° 31′ O                | 9 août 1916                                   | 430,47           | - En plus du dôme de lave du pic Lassen, le parc compte trois autres types de volcan : volcan bouclier, cône volcanique et stratovolcan. La dernière éruption du pic Lassen date de 1915. Le parc comprend également des zones hydrothermales, notamment des fumerolles, des piscines d'eau chaude et des dégagements de vapeur au niveau du sol qui sont chauffés par la lave du pic. |
| Volcans d'Hawaï (Hawaiʻi Volcanoes)    |              | Hawaï 19° 23′ N, 155° 12′ O                     | 1er août 1916                                 | 1 308,88         | - Ce parc situé sur l'île d'Hawai protège les volcans Kīlauea et Mauna Loa qui sont parmi les plus actifs du monde. Plusieurs écosystèmes existent dans le parc qui va du niveau de la mer jusqu'à 4 168 mètres. - Le parc est classé au patrimoine mondial de l'UNESCO depuis 1987. - Le parc fait partie de la réserve de biosphère de l'archipel d'Hawaï de l'UNESCO classée depuis 1980. |
| Voyageurs                              |              | Minnesota 48° 30′ N, 92° 53′ O                  | 8 janvier 1971                                | 883,07           | - Le parc est constitué de quatre lacs principaux qui sont des sites de pêche, canoë et kayak. Le parc est un lieu historique lié aux Indiens Ojibwe, aux marchands de fourrure français appelés voyageurs et à une ruée ver l'or. Formée par les glaciers, la région comprend des hautes rives, de la rocaille, des îles, des baies et des bâtiments historiques. |
| White Sands                            |              | Nouveau-Mexique 32° 47′ N, 106° 10′ O           | 20 décembre 2019                              | 581,70           | - Situé dans le bassin de Tularosa, White Sands est le plus vaste désert de gypse blanc au monde, couvrant 710 km². Le parc (581 km²) est entouré au nord par le White Sands Missile Range et peut être fermé lorsque des tests de missiles ont lieu. |
| Wind Cave                              |              | Dakota du Sud 43° 34′ N, 103° 29′ O             | 9 janvier 1903                                | 114,51           | - Wind Cave est connue pour ses filonnets de calcite en relief appelés boxwork et ses cristaux aciculaires appelés frostwork. La grotte, qui fut découverte par le son du vent sortant d'un trou dans le sol, est le système souterrain le plus dense du monde. À la surface se trouvent des prairies peuplées notamment de bisons, putois à pieds noirs et chiens de prairies et de forêts de pins de Ponderosa qui abritent des pumas et des wapitis. |
| Wrangell-St. Elias                     |              | Alaska 61° 00′ N, 142° 00′ O                    | 2 décembre 1980                               | 33 682,58        | - Cette région montagneuse se situe à la jonction des chaînes de montagne Alaska, Chugach et Wrangell-Saint Elias Ranges qui abritent un grand nombre des plus grands sommets du continent situées à plus de 16 000 pieds, notamment les montagnes Saint Elias. Plus de 25 % de ce parc de volcans est couvert de glaciers, notamment le glacier Hubbard, le glacier Malaspina et le glacier Nabesna. - Le parc fait partie du site du patrimoine mondial de Kluane–Wrangell-St Elias–Glacier Bay–Tatshenshini-Alsek de l'UNESCO classé depuis 1979. |
| Yellowstone                            |              | Wyoming Idaho Montana 44° 36′ N, 110° 30′ O     | 1er mars 1872                                 | 8 983,17         | - Englobant la caldeira de Yellowstone, le plus ancien parc national au monde est caractérisé par des zones géothermiques telles que des sources chaudes et des geysers. Les plus connus sont Old Faithful et Grand Prismatic Spring. Le Grand Canyon de Yellowstone, de teinte jaune, comprend de nombreuses cascades. Quatre chaînes de montagnes se trouvent dans le parc. Près de soixante espèces de mammifères vivent dans le parc, parmi lesquels le loup gris, le grizzly, le lynx, le bison et le wapiti. - Le parc est classé réserve de biosphère par l'UNESCO depuis 1976. - Il est classé au patrimoine mondial de l'UNESCO depuis 1978.                                                 |
| Yosemite                               |              | Californie 37° 50′ N, 119° 30′ O                | 1er octobre 1890                              | 3 080,74         | - Yosemite comprend notamment des falaises, des cascades et des séquoias. Le Half Dome, El Capitan et les chutes de Yosemite, les plus hautes chutes d'eau d'Amérique du Nord, surplombent la vallée centrale formée par un glacier appelée Yosemite Valley. Trois pinèdes de séquioas géants et de grandes zones sauvages accueillent de nombreuses espèces. - Le parc est classé au patrimoine mondial de l'UNESCO depuis 1984. |
| Zion                                   |              | Utah 37° 18′ N, 113° 03′ O                      | 19 novembre 1919                              | 593,26           | - Cette zone géologique unique est formée de canyons en grès, de hauts plateaux et de formations rocheuses. Les arches naturelles et les formations exposées du plateau du Colorado abritent quatre écosystèmes. |

## Anciens parcs nationaux
| Nom             | Date de désignation en tant que parc national | Date de déclassement                                                                          | Commentaire                                                               |
| --------------- | --------------------------------------------- | --------------------------------------------------------------------------------------------- | ------------------------------------------------------------------------- |
| Abraham Lincoln | 17 juillet 1916                               | 11 août 1939                                                                                  | reclassé ; désormais Abraham Lincoln Birthplace National Historic Site    |
| Fort McHenry    | 3 mars 1925                                   | 11 août 1939                                                                                  | reclassé ; désormais Fort McHenry National Monument and Historic Shrine   |
| Hawaii          | 1er août 1916                                 | 13 septembre 1960                                                                             | divisé en parc national des volcans d'Hawaï et parc national de Haleakalā |
| Mackinac        | 15 avril 1875                                 | le site fut donné à l'État du Michigan le 2 mars ; statut de State Park depuis le 31 mai 1895 | reclassé ; désormais Mackinac Island State Park                           |
| Platt           | 29 juin 1906                                  | 17 mars 1976                                                                                  | reclassé ; désormais Chickasaw National Recreation Area                   |
| Sullys Hill     | 27 avril 1904                                 | 3 mars 1931                                                                                   | reclassé ; désormais Sullys Hill National Game Preserve                   |